# Jorge Henrique
Jorge Henrique de Souza (Resende, 23 april 1982) is een Braziliaans voetballer, die sinds januari 2023 uitkomt voor Democrata. Zijn grootste successen behaalde Henrique als speler van Corinthians, waarmee hij in 2012 zowel de CONMEBOL Libertadores als de FIFA Club World Cup won. Eerder, in 2011, wist Henrique met Corinthians reeds het kampioenschap in de Campeonato Brasileiro Série A te behalen.

## Erelijst
Náutico
- Campeonato Pernambucano: 2004

 Atlético Paranaense
- Campeonato Paranaense: 2005

 Botafogo
- Taça Rio: 2007, 2008

 Corinthians
- Campeonato Paulista: 2009, 2013
- Copa do Brasil: 2009
- Campeonato Brasileiro Série A: 2011
- CONMEBOL Libertadores: 2012
- FIFA Club World Cup: 2012

 Internacional
- Campeonato Gaúcho: 2014, 2015

 Vasco da Gama
- Campeonato Carioca: 2016